# Cyprus op de Olympische Zomerspelen 2008
Cyprus neemt deel aan de Olympische Zomerspelen 2008 in Peking, China. Het debuteerde op de Zomerspelen in 1980 en deed in 2008 voor de 8e keer mee. Net als bij de vorige edities werd geen medaille gewonnen.

## Deelnemers en resultaten

### Atletiek
| Olympiër                | Discipline               | Resultaat | Prestatie                                         |
| ----------------------- | ------------------------ | --------- | ------------------------------------------------- |
| Kyriakos Ioannou        | hoogspringen (m)         | 18e       | kwalificatie groep B: 7de met 2,25m               |
|                         |                          |           |                                                   |
| Eleni Artymata          | 200m (v)                 | 30e       | serie 3: 4de in 23,58 kwartfinale 4: 7de in 23,77 |
| Alissa Kallinikou       | 400m (v)                 | 26e       | serie 7: 4de in 52,40                             |
| Anna Fitídou            | polsstokhoogspringen (v) | 34e       | kwalificatie groep B: 16de met 4,00m              |
| Alexandra Nasta-Tsisiou | speerwerpen (v)          | 45e       | kwalificatie groep B: 21ste met 53,24m            |
| Paraskevi Theodorou     | kogelslingeren (v)       | 44e       | kwalificatie groep B: 21ste met 61,00m            |

### Boogschieten
| Olympiër       | Discipline      | Resultaat | Prestatie                                                                     |
| -------------- | --------------- | --------- | ----------------------------------------------------------------------------- |
| Elena Mousikou | individueel (v) | 33e       | plaatsingsronde: 56ste met 589 punten 1ste ronde: V van JPN Hayakawa: 103-112 |

### Gewichtheffen
| Olympiër           | Discipline | Resultaat | Prestatie                                                      |
| ------------------ | ---------- | --------- | -------------------------------------------------------------- |
| Dimitris Minasidis | -69kg (m)  | 20e       | trekken: 25ste met 158kg stoten: 20ste met 155kg totaal: 283kg |

### Schietsport
| Olympiër           | Discipline | Resultaat | Prestatie                                                                    |
| ------------------ | ---------- | --------- | ---------------------------------------------------------------------------- |
| Georgios Achilleos | skeet (m)  | 5e        | kwalificatie: 5de met 119 punten (23-24-23-25-24) finale: 5de met 143 punten |
| Antonis Nikolaidis | skeet (m)  | 4e        | kwalificatie: 4de met 120 punten (24-24-24-25-23) finale: 4de met 144 punten |
|                    |            |           |                                                                              |
| Andri Eleftheriou  | skeet (v)  | 7e        | kwalificatie: 7de met 67 punten (22-23-22)                                   |

### Zeilen
| Olympiër                 | Discipline | Resultaat | Prestatie                                   |
| ------------------------ | ---------- | --------- | ------------------------------------------- |
| Andreas Cariolou         | RS:X (m)   | 13e       | 111 punten: (7-17-14-10-11-17-11-19-14-10)  |
| Pavlos Kontides          | laser (m)  | 13e       | 113 punten: (8-7-24-14-5-12-14-29-35)       |
|                          |            |           |                                             |
| Gavriella Chatzidamianou | RS:X (v)   | 21e       | 182 punten: (19-22-23-22-15-23-25-22-20-16) |
|                          |            |           |                                             |
| Haris Papadopoulos       | finn       | 22e       | 115 punten: (19-22-23-22-15-23-25-22-20-16) |

### Zwemmen
| Olympiër             | Discipline           | Resultaat | Prestatie               |
| -------------------- | -------------------- | --------- | ----------------------- |
| Anna Stylianou       | 100m vrije slag (v)  | 36e       | serie 3: 6de in 56,38   |
| Anna Stylianou       | 200m vrije slag (v)  | 27e       | serie 3: 3de in 2.00,55 |
| Natallia Hadjiloizou | 100m vlinderslag (v) | 45e       | serie 2: 5de in 1.01,80 |

Afghanistan · Albanië · Algerije · Amerikaanse Maagdeneilanden · Amerikaans-Samoa · Andorra · Angola · Antigua en Barbuda · Argentinië · Armenië · Aruba · Australië · Azerbeidzjan · Bahama's · Bahrein · Bangladesh · Barbados · België · Belize · Benin · Bermuda · Bhutan · Bolivia · Bosnië en Herzegovina · Botswana · Brazilië · Britse Maagdeneilanden · Bulgarije · Burkina Faso · Burundi · Cambodja · Canada · Centraal-Afrikaanse Republiek · Chili · China · Chinees Taipei · Colombia · Comoren · Congo-Brazzaville · Congo-Kinshasa · Cookeilanden · Costa Rica · Cuba · Cyprus · Denemarken · Djibouti · Dominica · Dominicaanse Republiek · Duitsland · Ecuador · Egypte · El Salvador · Equatoriaal-Guinea · Eritrea · Estland · Ethiopië · Fiji · Filipijnen · Finland · Frankrijk · Gabon · Gambia · Georgië · Ghana · Grenada · Griekenland · Groot-Brittannië · Guam · Guatemala · Guinee · Guinee‑Bissau · Guyana · Haïti · Honduras · Hongarije · Hongkong · Ierland · IJsland · India · Indonesië · Irak · Iran · Israël · Italië · Ivoorkust · Jamaica · Japan · Jemen · Jordanië · Kaaimaneilanden · Kaapverdië · Kameroen · Kazachstan · Kenia · Kirgizië · Kiribati · Koeweit · Kroatië · Laos · Lesotho · Letland · Libanon · Liberia · Libië · Liechtenstein · Litouwen · Luxemburg · Macedonië · Madagaskar · Malawi · Malediven · Maleisië · Mali · Malta · Marshalleilanden · Marokko · Mauritanië · Mauritius · Mexico · Micronesië · Moldavië · Monaco · Mongolië · Montenegro · Mozambique · Myanmar · Namibië · Nauru · Nederland · Nederlandse Antillen · Nepal · Nicaragua · Nieuw-Zeeland · Niger · Nigeria · Noord-Korea · Noorwegen · Oeganda · Oekraïne · Oezbekistan · Oman · Oostenrijk · Oost‑Timor · Pakistan · Palau · Palestina · Panama · Papoea-Nieuw-Guinea · Paraguay · Peru · Polen · Portugal · Puerto Rico · Qatar · Roemenië · Rusland · Rwanda · Saint Kitts en Nevis · Saint Lucia · Saint Vincent en Grenadines · Salomonseilanden · Samoa · San Marino · Sao Tomé en Principe · Saoedi-Arabië · Senegal · Servië · Seychellen · Sierra Leone · Singapore · Slovenië · Slowakije · Soedan · Somalië · Spanje · Sri Lanka · Suriname · Swaziland · Syrië · Tadzjikistan · Tanzania · Thailand · Togo · Tonga · Trinidad en Tobago · Tsjaad · Tsjechië · Tunesië · Turkije · Turkmenistan · Tuvalu · Uruguay · Vanuatu · Venezuela · Verenigde Arabische Emiraten · Verenigde Staten · Vietnam · Wit-Rusland · Zambia · Zimbabwe · Zuid-Afrika · Zuid-Korea · Zweden · Zwitserland
Uitgesloten van deelname: Brunei